# Quảng trường Karl (Praha)
Quảng trường Karl, hay còn gọi là Quảng trường Charles (tiếng Séc: Karlovo náměstí (Praha)) là quảng trường lớn nhất ở Cộng hòa Séc với diện tích khoảng 80.550 m². Đây cũng là một trong những quảng trường lớn nhất ở châu Âu. Quảng trường công cộng này được hình thành ở Phố mới Praha từ năm 1348, dưới thời Hoàng đế Karl IV của Thánh chế La Mã.

## Tên gọi
Ban đầu, nơi đây được gọi là Chợ gia súc (Dobytčí trh) hoặc Viehmarkt (tiếng Đức). Từ năm 1848, quảng trường mới có tên gọi chính thức như hiện nay.

## Mô tả
Quảng trường Karl ở Phố mới Praha có kích thước khoảng 152 m x 550 m, tiếp giáp với các con phố: Ječná - Resslova - Řeznická - Žitná. Ngoài ra, xung quanh quảng trường cũng có nhiều di tích văn hóa và địa danh khác nhau, chẳng hạn:
- Tòa thị chính mới
- Nhà thờ Thánh Ignatius
- Đại học Kỹ thuật Séc (ở góc phố Resslova)
- Đài phun nước với một cột có tượng Thánh Giuse và Chúa Giêsu hài đồng
- Cung điện Mladotov (hay còn gọi là Tòa nhà Faust) cùng nhiều cung điện và tòa nhà lịch sử khác
- Đài tưởng niệm Jan Evangelista Purkyně (nhà khoa học, bác sĩ, học giả, nhà sinh vật học)
- Đài tưởng niệm Eliška Krásnohorská (nhà văn)
- Đài tưởng niệm Karolina Světlá (nhà văn)
- Đài tưởng niệm Vítězslav Hálek (nhà thơ)

## Hình ảnh

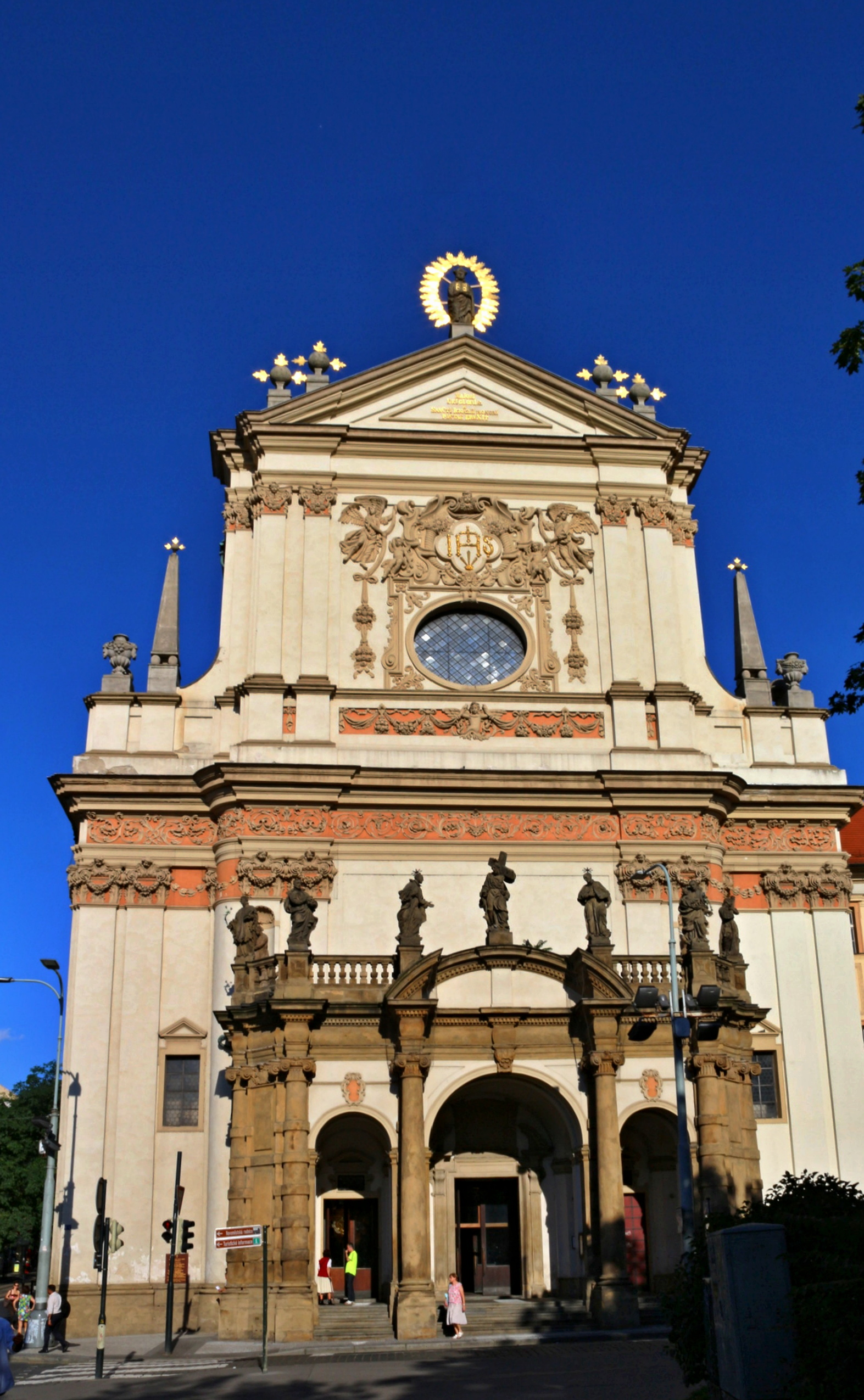
Nhà thờ Thánh Ignatius (2016)
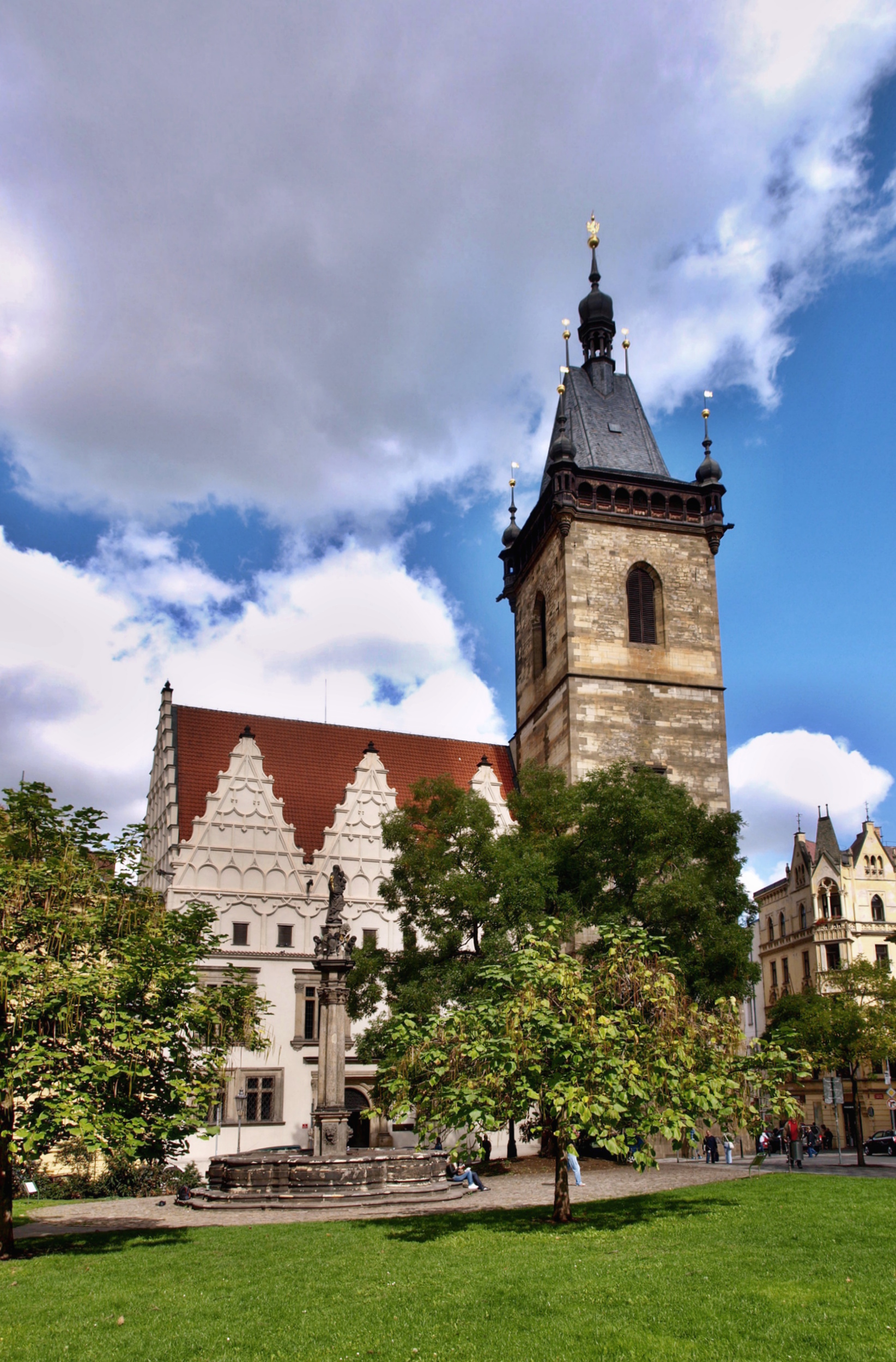
Tòa thị chính mới (2012)
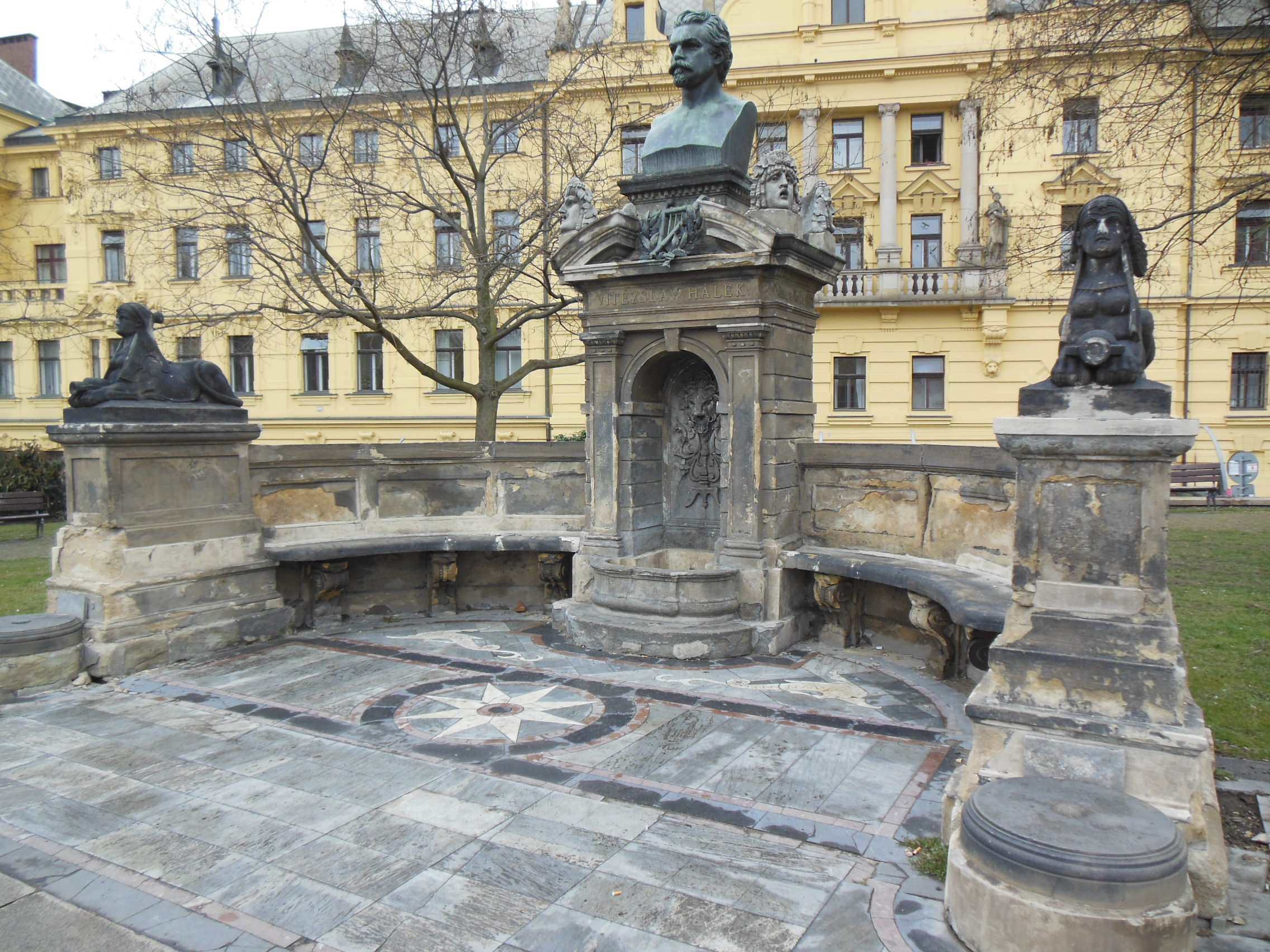
Đài tưởng niệm Vítězslav Hálek (2013)
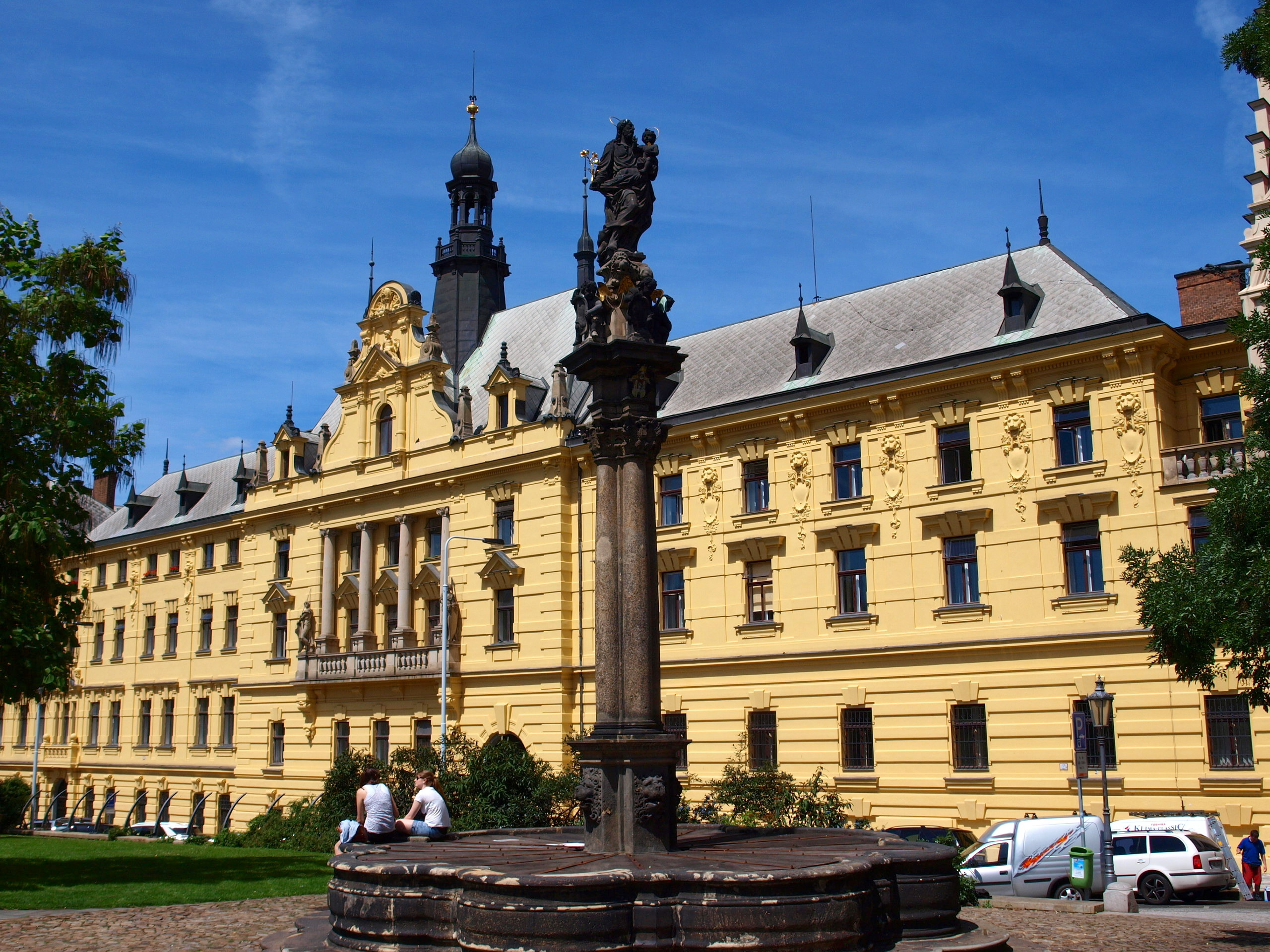
Đài phun nước với một cột có tượng Thánh Giuse và Chúa Giêsu hài đồng (2012)